# Hieracium aquilum
Hieracium aquilum es una especie de planta con flor del género Hieracium, de la familia Asteraceae, orden Asterales.

## Distribución
Hieracium aquilum se distribuye por Suecia.

## Taxonomía
Fue descrita científicamente por Norrl. Fue publicada en Acta Soc. Fauna Fl. Fenn. 3(4): 91 (1888).